# 조창호 (영화 감독)
조창호 (1972년 ~ )는 대한민국의 각본가, 영화감독이다.
서울예술대학에서 영화 연출을 공부했으며, 《세친구》, 《파란대문》의 연출부와 《인터뷰》, 《나쁜남자》의 조감독을 거쳤다.

## 학력
- 서울예술대학 영화연출 학사

## 작품
- 2010년 《폭풍전야》 : 감독, 각본
- 2007년 《판타스틱 자살소동》 : 감독, 각본
- 2005년 《피터팬의 공식》 (데뷔작) : 감독, 각본
- 2001년 《나쁜 남자》 : 조감독
- 2000년 《인터뷰》 : 조감독
- 1998년 《파란대문》 : 연출부
- 1996년 《세 친구》 : 연츨부

## 수상 경력
- 2006년 제27회 더반국제영화제 신인감독상